# Бикоборци от Васюковка (филм)
„Бикоборци от Васюковка“ (на украински: Tореадори з Васюківки) е украински съветски детски комедиен филм на режисьора Самарий Зеликин, заснет по един от епизодите на едноименната творба на Всеволод Нестайко.
Филмът печели Голямата награда на Международния филмов фестивал в Мюнхен, Германия (1968) и главната награда на Международния филмов фестивал в Александрия, Египет (1969).

## Сюжет
Внимание:  Текстът по-долу разкрива сюжета на произведението (или части от него)!
В желанието си да станат известни и да „избършат носа си“ на „едноличния собственик“ Сал, станал известен с отглеждането на зайци, две селски момчета – Ява Рен и Павлуша Криворотко (в романа – Завгородни) – избират кариерата на бикоборци. По този път обаче ги очакват тежки изпитания: украинските говеда са търпеливи и добродушни, но имат собствено достойнство.

## В ролите
- Алексей Свистунов – дядо
- Е. Пустовойт – летен жител

Ученици:
- Саша Бартенев – Ява Рен
- Саша Минин – Павлуша Криворотко
- Коля Ушаков – Сало
- И много търпелива крава Лиска.